# Shota Hino
Shota Hino (japanisch 日野 翔太 Hino Shota; * 16. Oktober 2002 in der Präfektur Tokio) ist ein japanischer Fußballspieler.

## Karriere

### Verein
Shota Hino erlernte das Fußballspielen in der Jugendmannschaft des FC Machida Zelvia, in der Schulmannschaft der Horikoshi High School sowie in der Universitätsmannschaft der Takushoku-Universität. Von Mitte Mai 2023 bis Saisonende 2023 wurde er von der Universität an den Erstligisten Sagan Tosu ausgeliehen. Sein Erstligadebüt für den Verein aus Tosu gab Shota Hino am 15. September 2023 (27. Spieltag) im Auswärtsspiel gegen die Yokohama F. Marinos. Bei dem 1:1-Unentschieden wurde er in der 84. Minute für Yūki Horigome eingewechselt. Während der Ausleihe bestritt er vier Erstligaspiele. Nach der Ausleihe wurde er am 1. Februar 2024 von Sagan Tosu fest unter Vertrag genommen. Am Ende der Saison 2024 belegte er mit Sagan Tosu den letzten Tabellenplatz und musste somit in die zweite Liga absteigen.

### Nationalmannschaft
Shota Hino nahm 2023 mit der Olympiaauswahl an den Asienspielen in der Volksrepublik China teil. Im Endspiel musste man sich der Auswahl von Südkorea mit 2:1 geschlagen gegen.